# St. Quirin (Fürstätt)

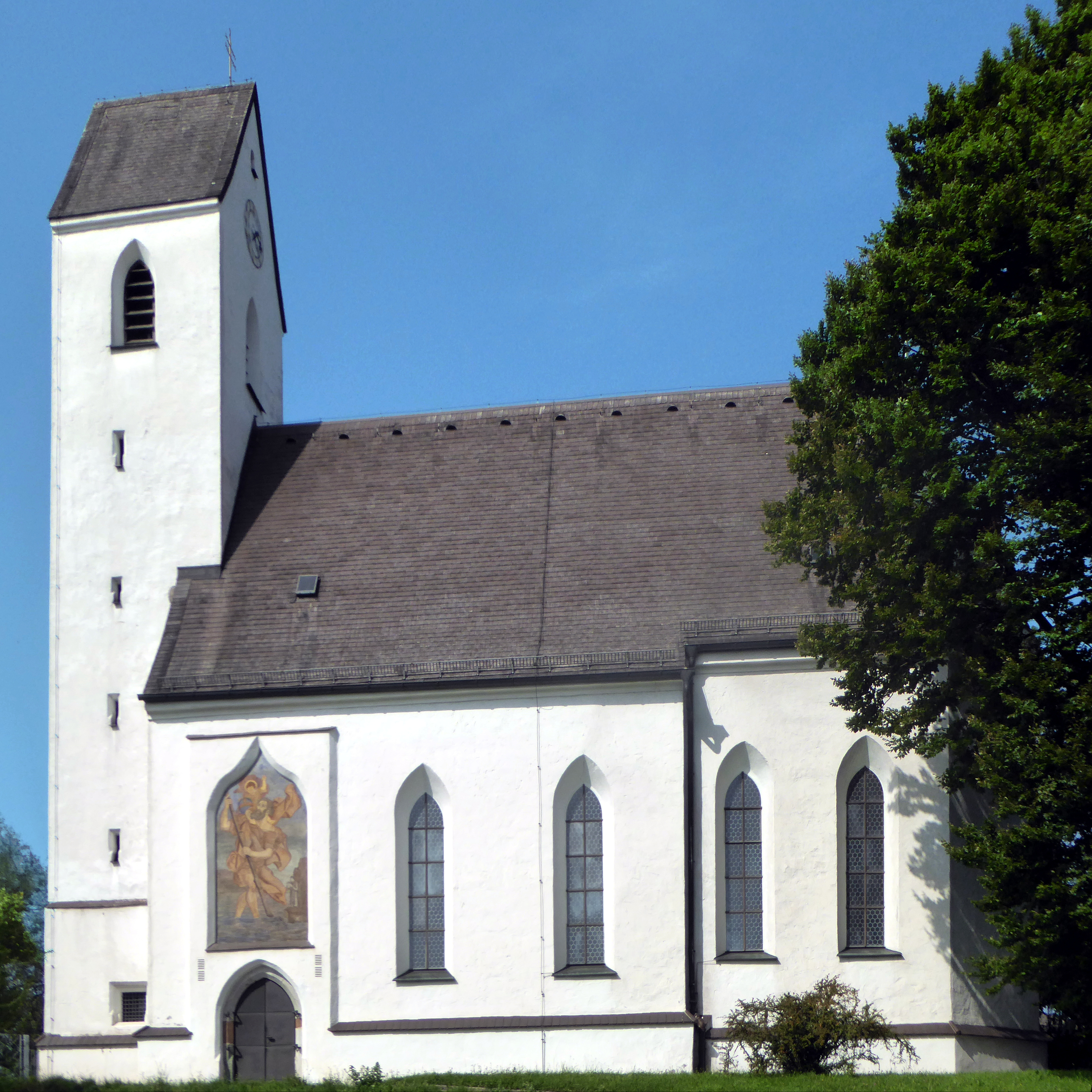
St. Quirin in Fürstätt

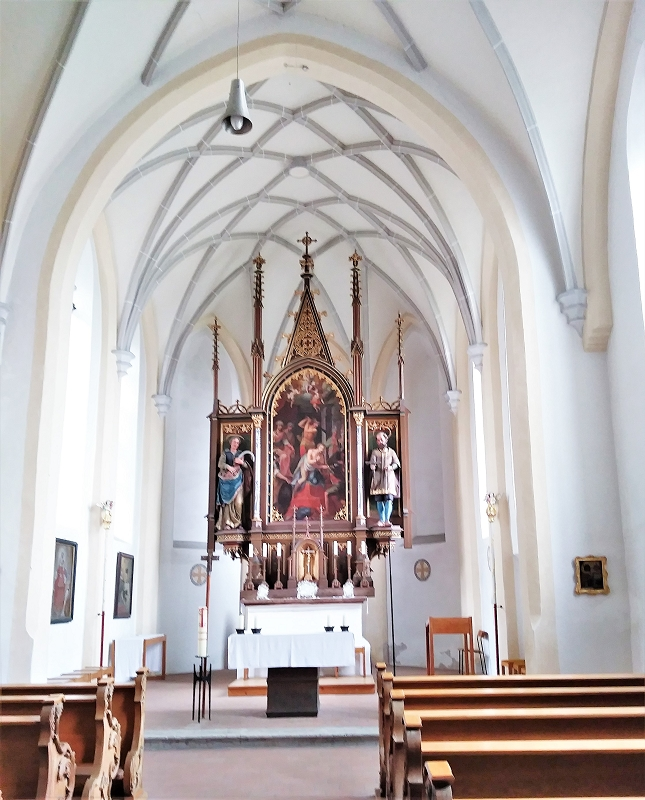
Innenansicht

St. Quirin ist eine römisch-katholische Filialkirche in Fürstätt, einem Gemeindeteil der kreisfreien Stadt Rosenheim. Das Bauwerk ist in der Liste der Baudenkmäler in Rosenheim als Baudenkmal unter der Nr. D-1-63-000-173 eingetragen. Die Kirche gehört zum Dekanat Rosenheim im Erzbistum München und Freising.

## Beschreibung
Die spätgotische Saalkirche wurde in der zweiten Hälfte des 15. Jahrhunderts erbaut. Sie besteht aus dem Langhaus mit drei Jochen, dem eingezogenen, dreiseitig geschlossenen Chor im Osten und dem Kirchturm im Westen. Sein oberstes Geschoss unter dem Satteldach enthält den Glockenstuhl. An den Giebeln des Turms sind die Zifferblätter der Turmuhr angebracht. Über dem Seitenportal befindet sich ein Fresko des Hl. Christophorus mit dem Jesusknaben.
Zur Kirchenausstattung gehört ein neugotischer Hochaltar, der von den Skulpturen der Notburga von Rattenberg und des Isidoros von Chios flankiert wird. Auf dem Altarretabel ist die Enthauptung des Quirinus von Neuss dargestellt. Die Orgel mit acht Register, verteilt auf einem Manual und Pedal wurde 1966 von Wilhelm Stöberl gefertigt.